# Villa General San Martín
Villa General San Martín, Albardón eller Villa Albardón är en ort i Argentina. Den ligger i provinsen San Juan, i den centrala delen av landet, 1 000 kilometer väster om huvudstaden Buenos Aires. Antalet invånare var 13 063 vid folkräkningen 2001, med förorter 18 205.